# Op de vleugels van de draak
 Op de vleugels van de draak  is een boek uit 2013 van de Vlaamse schrijfster Lieve Joris.  In tien hoofdstukken beschrijft ze haar reisverhalen via Dubai naar China en terug naar Afrika. Het boek werd bekroond met de Bob den Uyl-prijs.

## Inhoud
Op basis van haar privé  contacten beschrijft Lieve Joris in honderden in elkaar grijpende anekdotes de interactie tussen Afrikanen en Chinezen. Vanuit Afrika trekken tienduizenden commerçanten naar China. Mannen, maar ook veel vrouwen, die met een beetje geld persoonlijk spullen gaan kopen in China om deze terug in Afrika met winst te kunnen verhandelen. Omgekeerd zijn er ook in Afrika veel Chinese handelaren te vinden, die aldaar opvallen door hun ontembare werklust.
Een Chinese kennis beweert stellig dat Chinezen sedentair zijn en Afrikanen nomadisch. Een Angolese minister vroeg om 200.000 Chinezen om al de problemen van Angola op te lossen.
Maar toch zijn dit ook twee opmerkingen die de interacties tussen Afrikanen en Chinezen niet adequaat beschrijven. Terwijl de Chinezen zich verheugen over de ongerepte Afrikaanse natuur in contrast met het verpeste milieu in de Chinese steden, zijn veel Afrikanen bang dat de Chinezen Afrika komen stelen. Wat blijft is het vooroordeel van de Afrikaanse krekel en de Chinese mier. Zelfs Nijntje blijkt aan het eind van het boek made in China.